# Tomisawa Uio

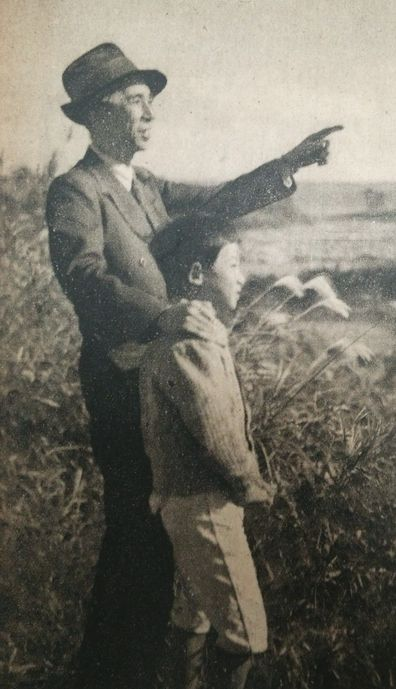
Tomisawa Uio, 1947

Tomisawa Uio (jap. 富沢 有為男; * 29. März 1902 in Ōita, Präfektur Ōita; † 15. Januar 1970 in Tokio) war ein japanischer Schriftsteller und Künstler.

## Leben
Bedingt durch die Lebensumstände seines Vaters zog die Familie in den ersten Lebensjahren Tomisawas häufig um, bis sie zuletzt in Nagoya wohnten. Tomisawa besuchte die Tōka Mittelschule und begann an der Kunstakademie Tokyo Malerei und Literatur zu studieren. Er brach jedoch das Studium vorzeitig ab, verließ die Kunsthochschule ohne einen Abschluss und begann als Mangaka bei der Zeitung Shinachi (heute: Chūnichi Shimbun) zu arbeiten.
Von 1925 an veröffentlichte er erste Werke in der Literaturzeitschrift Washi no su (鷲の巣, etwa: Vogelnest). 1927 reiste er für ein Jahr als Auslandsstudent nach Frankreich, um Malunterricht zu nehmen. Nach seiner Rückkehr heiratete er 1930 und zog ins Tenjin-Viertel des Tokyoter Stadtteils Uchigome. Nach und nach wandte er sich mehr der Literatur zu und erhielt im Februar 1937 für das ein halbes Jahr zuvor publizierte Werk Mittelmeer (地中海, Chichūkai) den Akutagawa-Preis. 
1942 wurde er wie viele seiner Schriftstellerkollegen als Kriegsreporter für ein Jahr nach Indonesien geschickt. Wieder zurückgekehrt nach Japan wurde seine Wohnung ausgebombt und Tomisawa wurde nach Horino in der Präfektur Fukushima evakuiert, wo er auch seinen Lebensabend verbrachte.
1970 starb Tomisawa im Alter von 67 Jahren während einer Reise nach Tokio an Herzversagen.
Zu Beginn seiner Schriftstellertätigkeit verfasste Tomisawa nicht nur Werke, die zur sogenannten reinen Literatur zählen. Durch seine künstlerische Tätigkeit schrieb er auch viele Kritiken und Rezensionen. Erst im Verlaufe seiner Arbeit als Kriegsberichterstatter wandte er sich mit einer Vielzahl von Kriegsromanen (戦記小説, Senki Shōsetsu) der reinen Literatur zu. Nach dem Krieg schrieb er nahezu ausschließlich Erzählungen für Kinder und Jugendliche und übersetzte hauptsächlich ausländische Jugendliteratur ins Japanische.
Tomisawas ältester Sohn ist Tomisawa Hikaru (冨澤 暉), der 1993–1995 Stabschef der Bodenselbstverteidigungsstreitkräfte war.

## Werke
- 1936 Shiobara Tasuke
- 1938 Aijō butai (愛情部隊)
- 1941 Atarashii shōsetsu to sono arigata (新しい小説とそのあり方)
- 1941 Gunjin sonchō (軍人村長)
- 1942 Geijutsuron (芸術論)

### Übersetzungen
- Anna Sewell: Black Beauty, übersetzt von Tomisawa, Uio: Kuro uma monogatari くろうま物語, 1956
- Louisa May Alcott  übersetzt von Tomisawa, Uio: Utsukushii porī 美しいポリー, 1959
- Johanna Spyri: Cornelli wird erzogen übersetzt von Tomisawa, Uio: Koruneri no kōfuku コルネリの幸福, 1959
- Edmondo De Amicis: Cuore übersetzt von Tomisawa, Uio: Kuore クオレ, 1960

## Fußnote
1. ↑  Die reine Literatur (純文学, Junbungaku) ist in Abgrenzung zur Massenliteratur zu sehen.

| Personendaten    | Personendaten                           |
| ---------------- | --------------------------------------- |
| NAME             | Tomisawa, Uio                           |
| ALTERNATIVNAMEN  | 富沢 有為男 (japanisch)                 |
| KURZBESCHREIBUNG | japanischer Schriftsteller und Künstler |
| GEBURTSDATUM     | 29. März 1902                           |
| GEBURTSORT       | Ōita, Präfektur Ōita                    |
| STERBEDATUM      | 15. Januar 1970                         |
| STERBEORT        | Tokio                                   |